# Horst Künnemann
Horst Künnemann (* 30. Juni 1929 in Berlin) ist ein deutscher Kinder- und Jugendmedienforscher, Jugendbuchautor und Hochschullehrer.

## Leben
Künnemann wuchs in Berlin auf, absolvierte ein Lehramtsstudium mit den Schwerpunkten auf Sprachen und Kunst an der damaligen Pädagogischen Hochschule in Berlin und lehrte von 1954 bis 1991 zunächst an Volks- und Realschulen, ab den 1960er-Jahren an Fach- und Hochschulen in Hamburg. Er unterrichtete als Lehrer und Professor im Rahmen der Ausbildung von Erziehern, Lehrern, Kunstpädagogen und Literaturwissenschaftlern.
Im Jahre 1969 war er Begründer der aus der Zeitschrift für Jugendliteratur (Beltz Verlag Weinheim) hervorgegangenen Fachzeitschrift Bulletin Jugend & Literatur, ein kritisches Monatsmagazin für Kinder- und Jugendmedien, Leseförderung und Lesekultur, dessen Mitherausgeber und Redaktionsmitglied er bis Mitte der 1990er-Jahre war. In den Jahren 1968 bis 1975 gab Künnemann gemeinsam mit Alfred Clemens Baumgärtner das mehrbändige Lesebuch mit Kommentarbänden für die Schuljahre 2 bis 10 Auswahl im Kamp Verlag Bochum heraus. Es gilt als eines der ersten Lesebücher, das in größerem Umfang Kinder- und Jugendliteratur als Schullektüre einschloss. In den 1970er- und 1980er-Jahren war er Beiträger des am Institut für Jugendbuchforschung der Universität Frankfurt/Main  erarbeiteten Lexikon der Kinder- und Jugendliteratur, das 1975 bis 1984 (u. ö.) in vier Bänden von Klaus Doderer im Beltz Verlag herausgegebenen wurde sowie Beiträger des ebenfalls am Frankfurter Institut für Jugendbuchforschung erarbeiteten und 1973 (u. ö.) von Klaus Doderer und Helmut Müller im Beltz Verlag herausgegebenen Bandes Das Bilderbuch. Geschichte und Entwicklung des Bilderbuchs in Deutschland von den Anfängen bis zur Gegenwart. 1979/80 ermöglichte das Frankfurter Institut Horst Künnemann eine einjährige Forschungsreise durch Nord- und Südamerika, deren Ergebnisse 1982 im vierten Band des Lexikon der Kinder- und Jugendliteratur und 1981/82 in den zwei Bänden Berge, Bücher, weite Wege. Nord-süd-amerikanischer Literatur-Trip, Teil 1 u. 2 (Eulenhof-Verlag Hardebek) publiziert wurden. Er war Mitarbeiter in Jurys zum Deutschen Jugendbuchpreis. 2000 wurde er Honorarprofessor an der Carl-von-Ossietzky-Universität Oldenburg im Fachbereich Ästhetik und Visuelle Kommunikation. Im August 2010 schenkte Künnemann der Kinder- und Jugendbuchabteilung der Staatsbibliothek zu Berlin seinen Vorlass. Dieser enthält bisher unveröffentlichte wissenschaftliche Arbeiten sowie Recherchematerial und Dokumente.
Künnemann ist seit den 1950er-Jahren Kritiker, Texter und freier Mitarbeiter bei überregionalen Tages- und Wochenzeitungen. Er veröffentlichte zahlreiche Einzelbeiträge und Fachaufsätze in Die Welt, Die Zeit, Süddeutsche Zeitung und Frankfurter Allgemeine Zeitung sowie in deutschsprachigen Zeitschriften der Schweiz und Österreichs. Er übersetzte und schrieb Bilderbücher, Fantasiegeschichten, Reiseberichte, Sach- und Fachbücher. Als Kinder- und Jugendbuchschriftsteller schrieb er vor allem erzählende Sachbücher. Das Material dazu fand er meist auf ausgedehnten Reisen in Europa, Asien, Afrika sowie Nord- und Südamerika.
Horst Künnemann zählt neben den Professoren Klaus Doderer und Malte Dahrendorf zu den Begründern einer gesellschaftskritischen Kinder- und Jugendmedienforschung im deutschsprachigen Raum. Wie Doderer und Dahrendorf vertritt er einen ‚erweiterten Literaturbegriff', der seine Aufmerksamkeit auf die Medialität und Materialität der literarischen Texte und Werke richtet, dabei ideologiekritisch vorgeht und soziologische und psychologische Dimensionen berücksichtigt. Insbesondere bei visuellen Medien setzt er gegen die bis in die 1970er-Jahre dominierenden pädagogischen Beurteilungsgesichtspunkte eine Analyse und Kritik, die sich an der kontemporalen Kunstwissenschaft orientiert.

## Werke (Auswahl)
- (Hrsg. mit Alfred Clemens Baumgärtner) Auswahl. Lesebuch. Bochum 1968–1975 [9 Bände (Schuljahre 2 bis 10) plus Kommentarbände]
- Profile zeitgenössischer Bilderbuchmacher. Weinheim, Basel 1972, ISBN 3-407-18188-4
- Kinder und Kulturkonsum. Überlegungen zu bewältigten und unbewältigten Massenmedien unserer Zeit. Weinheim 1972 u. ö., ISBN 3-407-10950-4.
- Safari zu den Massai. Jans Ferienabenteuer in Afrika. Düsseldorf 1973, ISBN 3-7895-0207-3.
- (Beiträger) Das Bilderbuch. Geschichte und Entwicklung des Bilderbuchs in Deutschland von den Anfängen bis zur Gegenwart, Hrsg. Klaus Doderer u. Helmut Müller.  Weinheim, Basel 1974 u. ö., ISBN 3-407-10906-7
- (Beiträger) Lexikon der Kinder- und Jugendliteratur, 3 Bde. u. Erg.- u. Reg.-Bd., Hrsg. Klaus Doderer. Weinheim, Basel 1975 bis 1984 u. ö., ISBN 3-407-56520-8
- (Red.) Märchen, wozu? Hamburg, München 1978 u. ö., ISBN 3-87720-157-1
- (Hrsg.) Abenteuer! Abenteuer? Diskussionsbeiträge zu einer umstreitbaren Literaturgattung. Hamburg, München 1979, ISBN 3-87720-160-1
- (Hrsg.) Tonkonserven. Schallplatten und Kassetten für Kinder und Jugendliche. München, Hamburg 1980, ISBN 3-87720-162-8
- Berge, Bücher, weite Wege. Nord-süd-amerikanischer Literatur-Trip, Teil 1. Hardebek 1981, ISBN 3-88710-017-4
- Berge, Bücher, weite Wege. Nord-süd-amerikanischer Literatur-Trip, Teil 2. Hardebek 1982, ISBN 3-88710-022-0
- Sieben kommen durch die halbe Welt. Eine phantastische Reise in zweiundzwanzig Kapitel. Weinheim 1991, ISBN 3-407-78027-3.
- Einmal Bali und zurück. Von Geistern, Haien und Vulkanen. Reinbek 1998, ISBN 3-499-20931-4.
- 25 years Bohem Press, 25 years art for children. Zürich 1998, ISBN 3-85581-321-3